# Giannis Maniatis
Giannis Maniatis (en griego: Γιάννης Μανιάτης; Lebadea, Beocia, Grecia, 12 de octubre de 1986) es un exfutbolista griego. Juega de defensa y su equipo actual es el Panionios NFC de la Superliga de Grecia.

## Selección nacional
Ha sido internacional con la selección de fútbol de Grecia, ha jugado 50 partidos internacionales.
El 19 de mayo de 2014, el entrenador de la selección griega Fernando Santos incluyó a Torosidis en la lista final de 23 jugadores que representarán a Grecia en la Copa Mundial de Fútbol de 2014 en Brasil.

### Participaciones en Copas del Mundo
| Mundial                        | Sede   | Resultado        |
| ------------------------------ | ------ | ---------------- |
| Copa Mundial de Fútbol de 2014 | Brasil | Octavos de final |

## Clubes
| Club                    | País    | Año(s)      |
| ----------------------- | ------- | ----------- |
| Panionios NFC           | Grecia  | 2003-2011   |
| Olympiacos Fútbol Club  | Grecia  | 2011-2017   |
| Standard Lieja (Cedido) | Bélgica | 2016        |
| Atromitos de Atenas     | Grecia  | 2017        |
| Alanyaspor              | Turquía | 2017 - 2019 |
| Panionios NFC           | Grecia  | 2019 -      |

## Palmarés

### Campeonatos nacionales
| Título               | Club                   | País   | Año       |
| -------------------- | ---------------------- | ------ | --------- |
| Alpha Ethniki        | Olympiacos Fútbol Club | Grecia | 2011      |
| Super Liga de Grecia | Olympiacos FC          | Grecia | 2016-2017 |